# Fairchild Semiconductor
A Fairchild Semiconductor é uma empresa estadunidense de tecnologia. Produziu o primeiro circuito integrado comercialmente disponível (lançado pouco antes do produto da Texas Instruments), e se tornaria uma das grandes responsáveis pela evolução do Vale do Silício na década de 1960. Correntemente, a empresa possui cerca de nove mil empregados ao redor do mundo, com instalações em San José (Califórnia), Salt Lake City (Utah), Mountaintop (Pensilvânia), Bucheon (Coreia do Sul), Penang (Malásia), Suzhou (China) e Cebu (Filipinas) entre outras. A sede corporativa da empresa está localizada em South Portland (Maine).

## Histórico

### Shockley Semiconductor e os Oito Traidores
A história da Fairchild passa pelo estabelecimento de outra instituição, Shockley Semiconductor Laboratories em Santa Clara Valley em 1955. Fundada por um dos inventores do transistor, o vencedor do Prêmio Nobel de física William Shockley, era um departamento da Beckman Instruments, e foi responsável pela produção de transistores utilizando silício e germânio.
Inicialmente com dificuldade em contratar ex-companheiros dos seus tempos de Bell Labs, Shockley contratou oito jovens talentosos para trabalhar consigo, Julius Blank, Victor Grinich, Eugene Kleiner, Jean Hoerni, Jay Last, Gordon Moore, Robert Noyce e Sheldon Roberts, seis dos quais possuiam um PhD. Contudo, logo surgiram problemas de relacionamento, com as habilidades de gerenciamento de Shockley sendo consideradas insuficientes e seu temperamento muitas vezes intolerável, criando um ambiente de trabalho insuportável. Relatos incluem gravações de todas as ligações no ambiente de trabalho e um grande senso de falta de confiança nos empregados, resultando na solicitação de um teste de detecção de mentiras em todos os empregados do laboratório, o que foi prontamente recusado por todos os membros.
Em 1957, num última tentativa de solucionar os problemas encontradosa bordo da Shockley Semiconductor e criar um ambiente efetivamente produtivo, Gordon Moore apresentou a Arnold Beckman, dono da empresa, um ultimato: remover Shockley do comando e colocar um gerente profissional ou o grupo deixaria a empresa. Beckman, acreditando que Shockley poderia contornar o problema, recusou.
Reconhecendo a falta de evolução, em junho de 1957 Beckman colocou um gerente intermediário entre Shockley e os oito, mas com todo o desgaste que já tinha ocorrido, sete dos oito já haviam tomado a decisão de sair. Robert Noyce, outrora o único ao estar ao lado de Shockley, foi persuadido e também deixou a empresa de última hora.
Este grupo posteriormente veio a ser conhecido como Os Oito Traidores, embora a origem do termo seja incerta.

### Primeiros Anos
Antes de sair da Shockley Semiconductor Laboratories, os dissidentes já se articulavam e reuniam-se com investidores a respeito de fundar uma nova empresa. Diante do prospecto de fazer negócios com jovens promissores com PhD orientados por um vencedor do prêmio Nobel, Arthur Rock e Alfred Coyle, da Hayden, Stone & Co. se interessaram na proposta, acreditando no potencial do grupo.
Os oito, somando-se aos dois investidores, reuniu-se em São Francisco, no Clift Hotel. Os dez assinaram seu compromisso em notas de um dólar. Eles procuravam uma empresa que os aceitassem como uma subdivisão, fazendo uma lista de 35 empresas que poderiam estar interessadas. Várias delas demonstraram interesse, porém a princípio nenhuma conseguia enxergar como o grupo poderia se encaixar na filosofia da empresa. Arthur Rock encontrou-se com Sherman Fairchild, que os emprestou mais de um milhão de dólares para que estabelecessem sua própria empresa, com a opção de adquiri-la posteriormente, caso tivesse sucesso.
A empresa se organizou de forma inovadora, Bob Noyce assumiu o protagonismo da equipe, inovando na estruturação horizontal e informalidade das relações de trabalho. Noyce detestava a cultura "feudal" que existia nas corporações: na Semiconductor, não havia uma eternidade de cargos e títulos até chegar nos cargos de CEO e vice-presidentes, não havia vagas de garagem reservadas e escritórios grandes e suntuosos. A arquitetura da subsidiária era um grande armazém com baias de trabalho e cubículos sem decoração. O próprio Noyce era visto constantemente rondando o ambiente de trabalho com sua bata branca e sem gravata e não havia regras para uso de terno e gravata. Os funcionários eram encorajados a tomar suas próprias decisões e não havia um grande senso de chefe e subordinado, de modo que a diretoria tratava diretamente com os colaboradores que desenvolviam os produtos.
Os primeiros anos da Fairchild foram bastante produtivos, sob o comando de Noyce a empresa produziu um novo modelo de produção de transístores. Anteriormente, a produção se limitava a uma unidade por vez, agora, com o processo mais moderno, havia a possibilidade de se criar wafers inteiros de transístores por vez. O método consistia em uma espécie de impressão: projetava-se um padrão do transistor num wafer de silício, esse padrão reagia com substâncias químicas sensíveis a luz, assim imprimindo a estrutura dos transístores no wafer.
Apesar do método de produção dos transístores ter evoluído, a montagem de diferentes tipos deles num circuito ainda era um procedimento trabalhoso e artesanal. Deveria haver uma maneira melhor de realizar este processo, construindo todo o circuito num só pedaço de silício. Jean Hoerni havia sugerido que dióxido de silício poderia servir como uma camada isolante e dielétrica nos circuitos. A partir desse princípio, Noyce foi capaz de desenvolver o circuito integrado em 1961, o que viria a ser uma enorme contribuição para a indústria tecnológica.
A contribuição de William Shockley para o surgimento e crescimento da Fairchild é inegável. A união de membros talentosos da equipe, o aprendizado adquirido no período em que os Oito Traidores estiveram sob seu comando e o desenvolvimento do time no método de produção de transístores de silício tiveram influência no sucesso da nova empreitada.

### O Circuito Integrado e o Crescimento Rápido

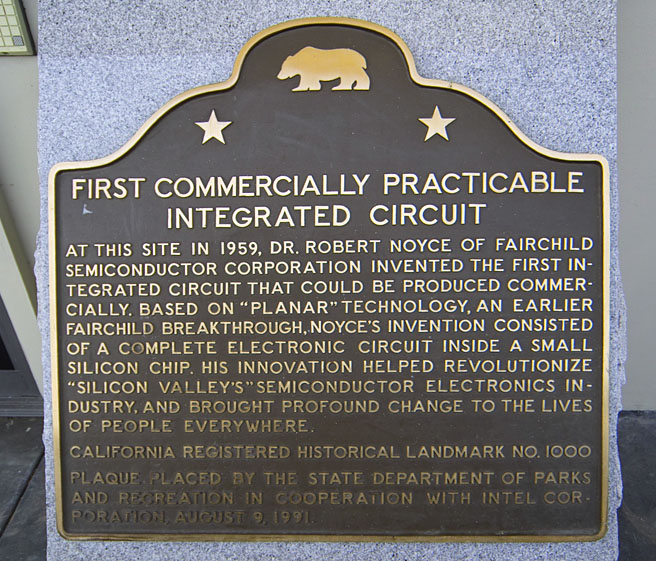
Placa comemorativa indicando a criação do circuito integrado.

O circuito da Fairchild tinha como concorrente o circuito da Texas Instruments, este inventado por Jack Kilby da Texas Instruments. Kilby é o detentor da patente da invenção e seu produto foi lançado semanas antes do circuito da Fairchild, sendo Kilby e Noyce creditados como co-inventores. O circuito da Texas era diferente no sentido de que eram necessários pequenos fios que interconectavam os componentes, enquanto que a Fairchild utilizava a técnica de Hoerni para produzir o circuito planar.
O circuito integrado era uma invenção tão avançada que não havia mercado para ele. Não havia ainda aplicações para o mesmo e Noyce precisava diminuir o custo de produção em massa dos circuitos, já que ainda era mais barato montá-los a mão. A Fairchild então investiu em uma campanha agressiva: cortou o preço do circuito integrado para um patamar menor que o preço de custo. O pensamento não ortodoxo de Noyce visava aumentar a demanda ao popularizar o produto, tornando as aplicações dele mais comuns e eventualmente trazendo o custo de produção em massa para baixo, de forma a aumentar a rentabilidade. A estratégia foi extremamente bem-sucedida.
As inovações da Fairchild bem como o contexto histórico na qual estava inserido levaram a um grande crescimento nos primeiros anos de operação. A fundação da empresa numa época em que a Guerra Fria estava em crescimento contribuiu bastante para suas operações, já que o Departamento de Defesa dos EUA estava adquirindo grandes quantidades de transistores e circuitos integrados. A genialidade de Noyce contribuiu, porém claramente era apenas um dos diversos fatores - incluindo localidade e capacidade do pessoal - que levaram ao boom experimentado pela Semiconductor.
Os resultados econômicos da subdivisão de semicondutores da Fairchild Camera and Instrument atraíram o interesse da empresa mãe, que acionou a cláusula do contrato com a Semiconductor e incorporar a subsidiária. Em 1961 a Semiconductor já havia dobrado sua participação no mercado e as ações da empresa batiam sucessivos recordes de altas. Em Outubro de 1965 o preço da ação da Camera and Instrument acumulava alta anual de 447%. A Fairchild era a terceira maior empresa do mundo em termos produção de dispositivos de semicondutores com apenas 6 anos de fundação.
O crescimento exagerado da empresa levou a problemas estruturais. As divisões de pesquisa e produção estavam em cidades distintas, o que tornava bastante difícil a integração entre as duas áreas.

### Os Dissidentes - "Fairchildren"
Na segunda metade da década de 60 os problemas estruturais da empresa se aprofundaram e o desenvolvimento se via estagnado. Invenções incrementais continuavam a surgir, porém diversos talentos deixavam a empresa e novas pequenas companhias eram formadas, predando a mão de obra e mecado da Fairchild.
Já em 1961, metade dos fundadores já haviam saído da empresa. Após um atrito com Tom Bay, o vice presidente de marketing da Fairchild, Last e Hoerni saíram da Fairchild para liderar a Amelco. Roberts e Kleiner posteriormente se juntaram a eles.
Após períodos de resultados financeiros conturbados e diversas tentativas de reorganização, a Fairchild Camera and Instrument, empresa da qual a Semiconductor era departamento, demitiu seu CEO John Carter. O sucessor natural foi o já presidente Richard Hodgson, o homem que atraiu os Oito Traidores para a Fairchild. Apenas seis meses depois, o nome de Hodgson perdeu força como CEO e a diretoria buscou um novo nome para o cargo. Noyce era acreditado por muitos como capaz de liderar a empresa e um nome forte, já que era a mente brilhante por trás dos grandes avanços ali realizados. Contudo, a diretoria considerou que Noyce poderia ser CEO um dia, mas que ainda não estava pronto no momento. Noyce entregou o cargo pouco tempo depois e efetivamente se demitiu em junho de 1968, saindo dali para fundar a N-M Electronics juntamente com seu companheiro de Shockley Semiconductor Labs, Gordon Moore. O restante dos Oito Traidores, Blank, Grinich, Kleiner, Last, Hoerni e Roberts, dexaram de lado antigos atritos ocorridos durante a crise da Fairchild e contribuiram com o financiamento da N-M. Posteriormente, a empresa adquiriu os direitos sobre o nome Intelco de uma rede de hotéis e assumiu o nome Intel. Noyce saiu da empresa em 1987, vindo a falecer três anos depois.
A Intel (contração de integrated e electronics), veio a tornar-se a maior empresa de circuitos integrados do mundo, tendo receita de US$46.96bi em 2013. Enquanto isso, a Fairchild atingiu um faturamento de pouco mais de US$1.40bi, o que não reflete de maneira alguma a dominância e o pioneirismo que teve no mercado na sua melhor época.

### Pioneirismo e Exemplo

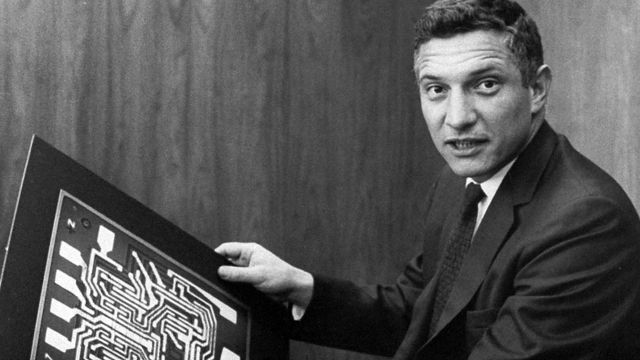
Robert Noyce, o gênio por trás do sucesso da Fairchild, com um circuito integrado

Apesar de não ser um grande nome do mercado na atualidade, a Fairchild foi pioneira na sua organização e no estabelecimento na região que hoje é o Vale do Silício. As estratégias de marketing inovadoras, a inovação disruptiva que causou no mercado e o estabelecimento no novo local onde vários gigantes da tecnologia viriam a ser fundados foram grandes contribuições para a indústria da inovação.